# سيتريميد
السيتريميد (Cetrimide) هو مطهر يتكون من مزيج من عدة أملاح أمونيوم رابعية، بما فيها بروميد السيتريمونيوم (CTAB).

## الاستخدام الصيدلاني
مادة حافظة ، مطهر ، عامل فعال على السطح موجب الشحنة ، مضاد للجراثيم .
السيريميد هو مركب أمونيوم رباعي يُستخدم في مستحضرات التجميل و الأشكال الصيدلانية كمادة حافظة. كما يستخدم كعامل فعال على سطح موجب الشحنة . و في القطرات العينية يُستخدم كمادة حافظة بتراكيز بحدود 0.005 وزن /حجم .
و علاجياً يُستخدم السيتريميد بتراكيز عالية نسبياً 0.1-1% وزن/حجم في المحاليل المائية كمادة مطهرة للجلد و الحروق و الجروح . كما يستخدم بشكل محاليل بتراكيز 1-3% وزن/حجم منه تُستخدم كشامبو لإزالة القشرة من سيلان الرأس الدهني .
كما يُستخدم كمنظف و مطهر للعدسات الصلبة على الرغم من أنه لا يجوز استخدامه للعدسات اللينة و يُستخدم كمكون في شمع السيتريميد المستحلب و في الكريمات من ز/م من مثل كريم السيتريميد .

## التأثير على صحة الجسم
لقد سُجلت معظم التأثيرات الجانبية للسيتريميد لدى استخدامه علاجياً فإذا تم تناوله عن طريق الفم فإنه كغيره من مركبات الأمونيوم الرباعية يسبب غثيان ، إقياء ، شلل عضلي، همود في الجملة العصبية المركزية ، انخفاض الضغط، منا أن المحاليل المركزة منه قد تسبب أذية في المري و تنفّر . والجرعة القاتلة منه لدى الإنسان حددت بـ 1-3 غ.
أما المقادير التي يُستخدم فيها موضعياً فإن محاليله لا تسبب عادة تخريشاً على الرغم من أن المحاليل المركزة جداً منه قد تسبب حروقاً . و لقد سُجلت حالات فرط تحسس عديدة بعد الاستعمال المتكرر له .
و تجلت التأثيرات الجانبية بعد غسل الجروح بمحاليل السيتريميد بالتهاب ألبيرتوان الكيميائي ، و حالة خضاب الدم المبدّل مع زرقة و اضطرابات استقلابية.

## سلامة الاستعمال
تختلف الاحتياطات المتبعة أثناء التعامل مع المادة باختلاف الكمية و الظروف المحيطة. و إن مسحوق السيتريميد و محاليله المركّزة تعتبر مواد مخرشة يجب تجنّب استنشاقها أو ابتلاعها أو تماسها مع الأعين أو الجلد . و يُنصح بحماية الأعين و ارتداء القفازات و القناع الواقي من الغبار .

## التنافرات
يتنافر مع الصوابين والمواد الفعالة على السطح غير الأيونية وبالتراكيز العالية من المواد الفعالة على السطح غير الأيونية ، مثل البنتونايت، اليود ، المؤكسدات القلوية، أكاسيد القلويات الهيدروجينية ، والأصبغة الحمضية ومحاليلها المائية تتفاعل مع المعادن.